# Julio César La Cruz
Julio César De La Cruz Peraza (Camagüey, 11 augustus 1989) is een Cubaans bokser. Hij werd olympisch kampioen in de halfzwaargewichtklasse op de Olympische Spelen van 2016 en won 4 jaar later het goud in de zwaargewichtklasse op de Olympische Spelen van 2020. Ook won hij vijf keer het wereldkampioenschap boksen.

## Erelijst

### Olympische Spelen
- 2016 in Rio de Janeiro, Brazilië (–81 kg)
- 2020 in Tokio, Japan (–91 kg)

### Wereldkampioenschappen
- 2011 in Bakoe, Azerbeidzjan (–81 kg)
- 2013 in Almaty, Kazachstan (–81 kg)
- 2015 in Doha, Qatar (–81 kg)
- 2017 in Hamburg, Duitsland (–81 kg)
- 2021 in Belgrado, Servië (–92 kg)
- 2019 in Jekaterinenburg, Rusland (–81 kg)

### Pan-Amerikaanse Spelen
- 2011 in Guadalajara, Mexico (–81 kg)
- 2015 in Toronto, Canada (–81 kg)
- 2019 in Lima, Peru (–81 kg)
- 2023 in Santiago, Chili (–92 kg)

1920: Eddie Eagan ·
1924: Harry Mitchell ·
1928: Victorio Avendaño ·
1932: David Daniel Carstens ·
1936: Roger Michelot ·
1948: George Hunter ·
1952: Norvel Lee ·
1956: James Boyd ·
1960: Cassius Clay ·
1964: Cosimo Pinto ·
1968: Danas Pozniakas ·
1972: Mate Parlov ·
1976: Leon Spinks ·
1980: Slobodan Kačar ·
1984: Anton Josipović ·
1988: Andrew Maynard ·
1992: Torsten May ·
1996: Vasili Zjirov ·
2000: Aleksandr Lebzjak ·
2004: Andre Ward ·
2008: Zhang Xiaoping ·
2012: Jegor Mechontsjev ·
2016: Julio César La Cruz ·
2020: Arlen López
1904: Samuel Berger ·
1908: Albert Oldman ·
1920: Ronald Rawson ·
1924: Otto von Porat ·
1928: Arturo Rodríguez ·
1932: Alberto Santiago Lovell ·
1936: Herbert Runge ·
1948: Rafael Iglesias ·
1952: Ed Sanders ·
1956: Pete Rademacher ·
1960: Franco de Piccoli ·
1964: Joe Frazier ·
1968: George Foreman ·
1972: Teófilo Stevenson ·
1976: Teófilo Stevenson ·
1980: Teófilo Stevenson ·
1984: Henry Tillman ·
1988: Ray Mercer ·
1992: Félix Savón ·
1996: Félix Savón ·
2000: Félix Savón ·
2004: Odlanier Solís ·
2008: Rachim Tsjachkiev ·
2012: Oleksandr Usyk ·
2016: Jevgeny Tisjtsjenko ·
2020: Julio César La Cruz ·
2024: Lazizbek Mullojonov